# Ørestad

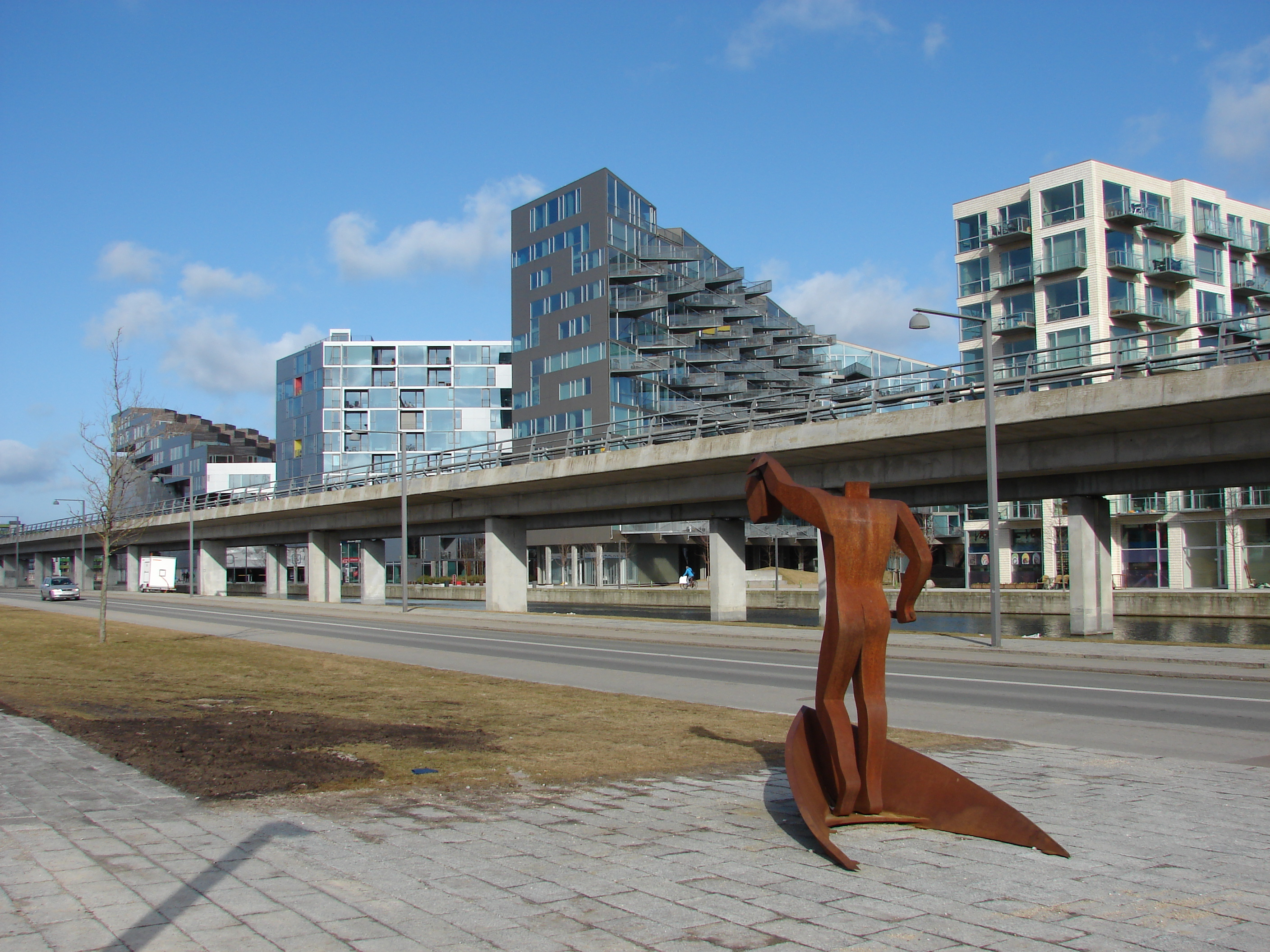
Die Trasse der Metrolinie M1 in Ørestad

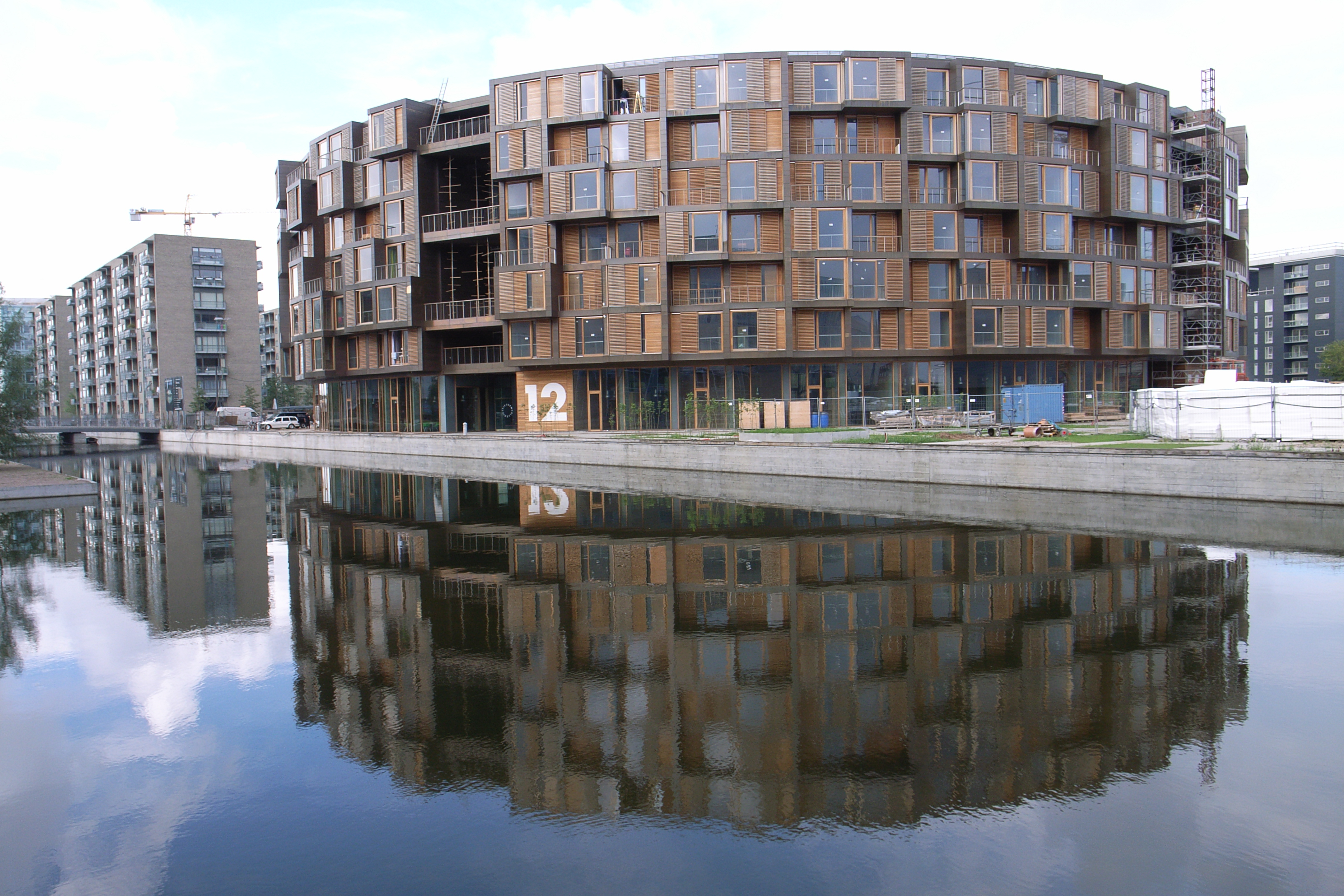
Studentenwohnheim „Tietgenskollegiet“

Ørestad auf der Insel Amager ist das jüngste Stadtviertel der dänischen Kommune Kopenhagen.  Seinen Namen verlieh ihm der nahe Öresund. Das Stadtviertel entsteht seit 1992 als Planstadt. Ørestad untergliedert sich in die vier Wohnquartiere Ørestad Nord, Amager Fælled kvarteret, Ørestad City und Ørestad Syd sowie das Naturschutzgebiet Kalvebod Fælled. Das Viertel erstreckt sich in Nord-Süd-Richtung auf rund 5 km bei einer ungefähren Breite von 600 m (310 Hektar). Südlich schließt sich die Kommune Tårnby an.
Im nördlichen Teil befindet sich das neue Konzerthaus Kopenhagen (DR Koncerthuset), erbaut nach Plänen des französischen Architekten Jean Nouvel und im Januar 2009 eröffnet. Auch finden sich hier ein Campus der Universität Kopenhagen (Søndre Campus), die IT-Universitetet und die Bibliothek der Humanistischen Fakultät. Weiter südlich im Stadtteil Ørestad City befindet sich das Bella Center, in dem vom 7. bis zum 18. Dezember 2009 die UN-Klimakonferenz in Kopenhagen stattfand, das Bella Sky Hotel und das Field's Einkaufszentrum, nach eigenen Angaben das größte in Skandinavien. Vom dänischen Architekten Bjarke Ingels kreiert befinden sich außerdem drei weitere Projekte in unmittelbarer Umgebung: das VM Haus, Mountain Dwelling und das 8 Haus. Im Stadtteil Ørestad Syd liegt die Royal Arena, eine überdachte Multifunktionsarena für Sport- und Kulturveranstaltungen. Im Süden schließt sich das Naturschutzgebiet Pinseskoven an. Das ursprünglich ebenfalls als Naturschutzgebiet ausgewiesene Kalvebod Fælled ist nun zur Hälfte ein Teil des Stadtteils.
Bis zur kompletten Fertigstellung von Ørestad werden 20 bis 30 Jahre vergehen, geplant sind Wohnungen für 20.000 Einwohner. Voraussichtlich ebenso viele Menschen werden Ørestaden zum Studium oder zur Ausbildung aufsuchen. Insgesamt soll das Stadtviertel 60.000 Arbeitsplätze bieten.
Für die Entwicklung des Viertels wurde am 11. März 1993 die Ørestadsselskab (Ørestad-Gesellschaft) gegründet, deren Hauptaufgabe der Aufbau der Infrastruktur ist. Dazu verkauft sie den Grund an Investoren, um mit den Erlösen den Aufbau der Infrastruktur zu finanzieren. Die Gesellschaft befindet sich komplett im Besitz der öffentlichen Hand (55 % Kommune Kopenhagen, 45 % dänischer Staat). Die Kosten für den Aufbau der Infrastruktur betragen 1,3 Milliarden DKK (etwa 175 Millionen Euro).
Ein wesentliches Merkmal der Stadtteilentwicklung von Ørestad war der Umstand, dass erstmals in Dänemark die Verkehrsinfrastruktur errichtet wurde, bevor der Wohnungsbau einsetzte: Eng verbunden mit Ørestad ist der Bau der Metro. Sie verbindet den Bahnhof Ørestad mit dem Kopenhagener Stadtzentrum. Als Haltepunkt der Öresundverbindung liegt Ørestad auf der Strecke von Kopenhagen zum Flughafen Kastrup und weiter nach Schweden. Die Eisenbahnstrecke verläuft parallel zur Europastraße 20 über den Öresund.